# The Sims 4: Island Living
The Sims 4: Island Living sedmi je paket proširenja za The Sims 4 koji je objavljen 21. lipnja 2019. Službeni opis ovog paketa, zajedno s raznim fotografijama, slučajno je procurio od strane EA-a u njihovoj aplikaciji Origin 7. lipnja 2019. Paket proširenja službeno je najavljen tijekom EA Play-a 8. lipnja 2019., a objavljen 21. lipnja 2019. za PC i Mac.
Koncept paketa preuzet je iz prijašnjih Sims igara kao što su The Sims 3: Island Paradise, s nekim elementima Otoka za odmor iz The Sims: Vacation, Felicity Island i Wanmami Island iz The Sims: Castaway Stories, Twikkii Island iz The Sims 2: Bon Voyage. Također, koncept preuzima elemente iz svijeta koji se mogao preuzeti u The Sims 3 Trgovini.

## Opis
Paket proširenja omogućava Simsu da živi u svijetu Sulani, tropskom otoku punom dubokih voda, plaža i vulkanskih aktivnosti. Simsi mogu uživati u mnogim opuštajućim aktivnostima na plaži, odmarajući se u hladnim vodama ili istražujući oceane bilo ronjenjem ili vožnjom kanuom, gdje čak mogu upoznati i sirene, životno stanje koje je prvi put bilo uvedeno u The Sims 3: Island Paradise. Uz sirene, Sims ima mogućnost sprijateljiti se s dupinima, prijateljskim vodenim bićima. Novopridošli Sims u Sulani može se predstaviti ljubaznim mještanima koji imaju mnogo zanimljivih tradicija i mogu ih naučiti više o svojoj kulturi kroz svoje folklorne priče. Uvedena je i konzervatorska karijera, kao i honorarni poslovi spasioca, ronilaca i ribara.

## Dodaci igri

### Novi objekti
- Plažni automati
- Ručnici za plažu
- Lomača
- Kanui
- Zamke za ribu
- Plutajuće ležaljke
- Štandovi s hranom
- Ljuljačke
- Skuteri za vodu

### Nova vrsta parcele
- Plaža

### Nova karijera
- Zaštitnik prirode

### Novi honorarni poslovi
- Ronilac
- Ribar
- Spasilac

### Ostale nove značajke
- Plivanje u oceanu
- Stambene parcele na plaži
- Dupini, morski psi, kornjače, galebovi
- Ronjenje s maskom
- Sunčanje / Izgaranje sunca
- Vulkanske aktivnosti, poput erupcija
- Festivali
- Elementarni duhovi